# 上船津橋

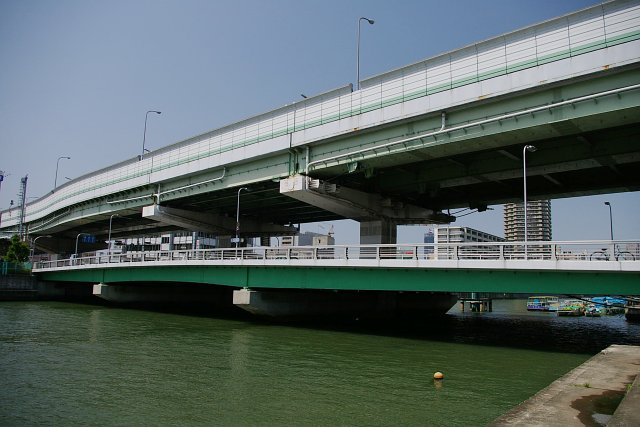
上船津橋（下）
（上は阪神高速3号神戸線）

上船津橋（かみふなつばし）は、大阪市の堂島川に架かる新なにわ筋（大阪府道29号大阪臨海線）の橋。大阪市福島区玉川1丁目・3丁目と北区中之島6丁目の間を結んでいる。
北詰は中州としての堂島のほぼ西端に当たり、南詰は東西に中之島西公園が広がる。

## 歴史
更正第一次都市計画事業による江戸堀福島線の敷設に伴って、まず、当橋が1936年（昭和11年）に架橋され、当橋と対になる湊橋（土佐堀川）が1940年（昭和15年）に現在の位置に架け替えられた。
その後、新なにわ筋の一部区間として拡幅されることとなり、1982年（昭和57年）に現在の橋に架け替えられた。上流側（南行き）・下流側（北行き）とも幅員約17mで架橋され、頭上に阪神高速3号神戸線が通る二層構造となっており、橋脚基礎を共有している。

## 仕様
- 鋼板桁橋
- 一般道：橋長78m、幅17m×2本
- 高速道：橋長78m、幅24m

## 周辺施設
- 堂島大橋（堂島川 1つ上流の橋）
- 船津橋（堂島川 1つ下流の橋）
- 中之島
- 中之島センタービル
- 大阪市中央卸売市場

## 交通アクセス
- 大阪シティバス 53系統船津橋停留所下車
- 地下鉄千日前線 玉川駅 徒歩5分

座標: 北緯34度41分12.7秒 東経135度28分56.8秒 / 北緯34.686861度 東経135.482444度